# Sillota Belén
Sillota Belén is een plaats in het departement Oruro, Bolivia. Het is naar aantal inwoners de zevende grootste plaats van de gemeente Caracollo, gelegen in de Cercado provincie.

## Bevolking
| Jaar | Populatie |
| ---- | --------- |
| 1992 | 133       |
| 2001 | 415       |
| 2012 | 328       |